# 和吉镇
和吉镇，是中华人民共和国广西壮族自治区南宁市宾阳县下辖的一个乡镇级行政单位。

## 行政区划
和吉镇下辖以下地区：
大邦社区、燕山村、华罗村、伶俐村、平桥村、三民村、新安村、惠良村和岭甲村。